# نورما واردن
نورما واردن (انگلیسی: Norma Varden; ۲۰ ژانویهٔ ۱۸۹۸ – ۱۹ ژانویهٔ ۱۹۸۹) یک هنرپیشه اهل ایالات متحده آمریکا بود.

## فیلم‌شناسی
- اشک‌ها و لبخندها
- کازابلانکا
- شاهدی برای تعقیب
- ولوت ملی
- برداشت محصول تصادفی
- مردگان پیراهن راه راه نمی‌پوشند
- بیگانگان در ترن
- صخره‌های سفید دوور
- دکتر دولیتل
- باغ اسرارآمیز
- معجزه
- مادموازل فی‌فی

## مرگ
واردن یک روز قبل از تولد ۹۱ سالگی خود بر اثر نارسایی قلبی در سانتا باربارا، کالیفرنیا درگذشت. او در گورستان سانتا باربارا دفن شده است. او هرگز ازدواج نکرد.